# Ádám György (fiziológus)

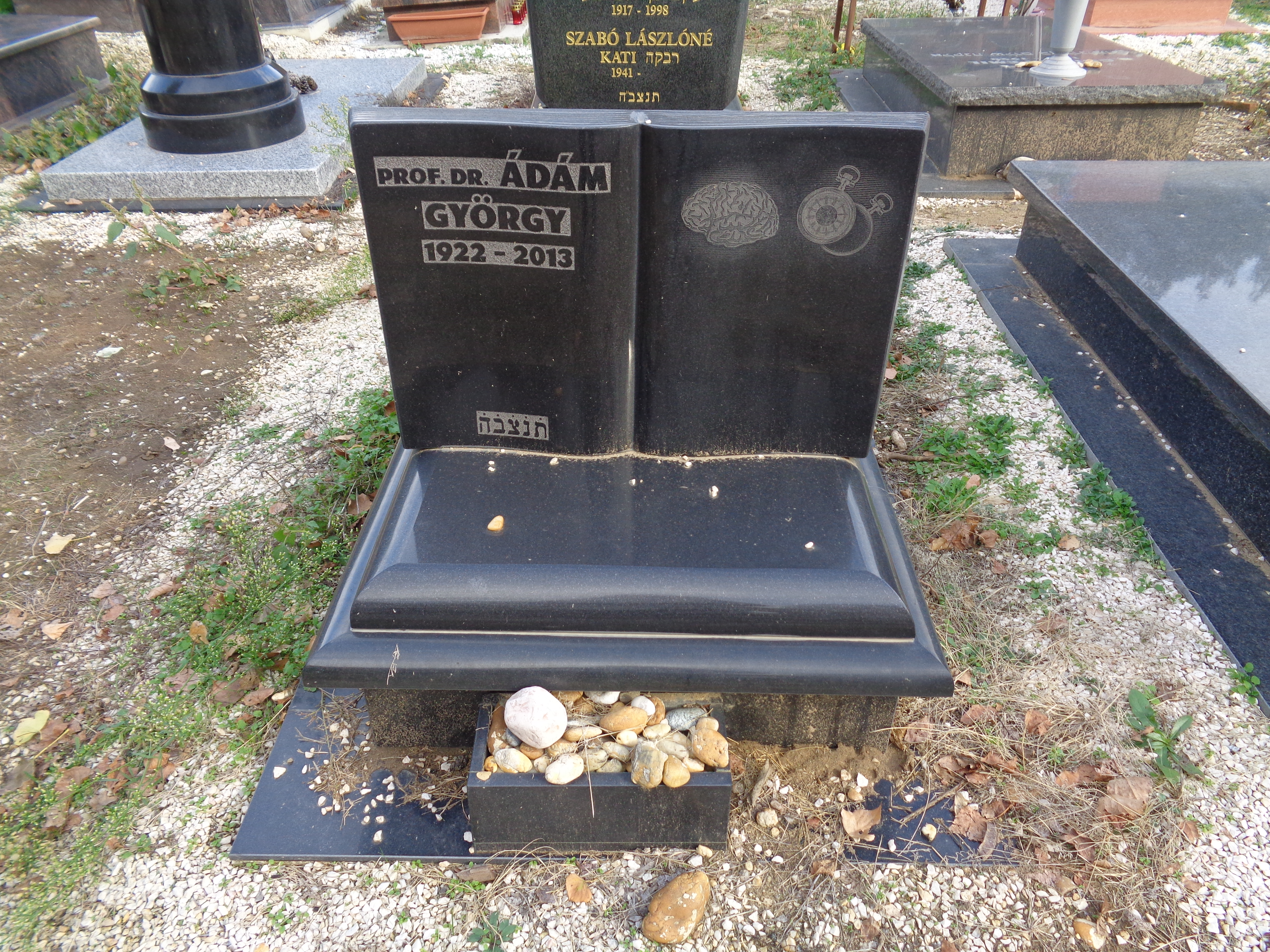
Sírja a Kozma utcai izraelita temetőben

Ádám György (Nagyvárad, 1922. augusztus 25. – Budapest, 2013. február 3.) Állami- és Széchenyi-díjas magyar orvos, pszichofiziológus, egyetemi tanár, a Magyar Tudományos Akadémia rendes tagja. Az összehasonlító ember- és állatélettan neves kutatója. 1967 és 1992 között az ELTE általa alapított Összehasonlító Élettani Tanszékének vezetője, 1970 és 1972 között az MTA Pszichológiai Intézet igazgatója is, 1972 és 1978 között az Eötvös Loránd Tudományegyetem rektora.

## Életpályája
Érettségi után először órássegéd lett, majd megszerezte a mesteri képesítést (1940–1943). 1943–1944 között behívták munkaszolgálatra. A háború után beiratkozott a Kolozsvári Magyar Királyi Ferenc József Tudományegyetemre, majd a Pázmány Péter Tudományegyetem Orvostudományi Karára (ma: Semmelweis Egyetem), utóbbi helyen kapott 1949-ben orvosi diplomát. Diplomájának megszerzése után egy évig kórházi orvosként kezdett dolgozni, majd 1950-től a Budapesti Orvostudományi Egyetem (később Semmelweis Orvostudományi Egyetem) Élettani Intézetének munkatársa lett. 1952 és 1955 között a leningrádi Pavlov Intézet aspiránsaként kutatott, majd visszatért a SOTE Élettani Intézetébe, ahol önálló idegélettani munkacsoportot szervezett és vezetett. 1966-ban meghívták az Eötvös Loránd Tudományegyetemre, ahol a Természettudományi Karra kapott egyetemi tanári kinevezést. Egy évvel később az általa alapított összehasonlító élettani tanszék vezetője lett. 1970-ben egyetemi állása mellé a Magyar Tudományos Akadémia Pszichológiai Intézete igazgatójává is kinevezték, mely tisztséget 1972-ig viselte. Ebben az évben választották az ELTE rektorává, valamint az MTA Elnökségébe. Előbbi pozíciót 1978-ig, utóbbit 1977-ig viselte. 1992-ben emeritálták, illetve kutatóprofesszori megbízást kapott.
1955-ben védte meg a biológiai tudományok kandidátusi, 1965-ben pedig akadémiai doktori értekezését. Az MTA Pszichológiai Bizottsága és Neurobiológiai Bizottsága elnöke, később tagja lett. 1970-ben megválasztották a Magyar Tudományos Akadémia levelező, 1979-ben pedig rendes tagjává. Taggá választása után a Társadalmi Kapcsolatok Bizottsága, illetve a Tanulás életen át akadémiai elnöki bizottság tagjai közé került be. 1990 és 2000 között az MTA Tudósklub vezetője volt. Akadémiai tisztségei mellett jelentős a tevékenysége a tudományos ismeretterjesztésben: 1978 és 1990 között a Tudományos Ismeretterjesztő Társulat országos elnöke, 1990 és 1992 között az etikai bizottság elnöke volt. 1994-ben pedig megválasztották a Magyar Pedagógiai Társaság elnökévé. Több esszét írt a tudományos ismeretterjesztés fontosságáról. Számos tudományos szakfolyóirat szerkesztőbizottságában dolgozott, többek között az Acta Physiologica, a Magyar Tudomány és a Természet Világa című folyóiratoknál. A Magyar Pszichológiai Szemle szerkesztőbizottságának elnöke. Számos külföldi tudományos társaság tiszteleti tagja [egyebek mellett az Association des Physiologistes (Párizs), az Oroszországi Pavlov Társaság, a Pavlovian Society of America és a Collegium Internationale Activitatis Nervosae Supoerioris].

## Munkássága
Kutatási területe az összehasonlító ember- és állatélettan, az agykutatás, valamint a pszichofiziológia. Tudományos pályája elején az agykéreg és a veseműködés egymás közötti kapcsolatát vizsgálta. Két kutatási területen ért el maradandó eredményeket, váltak tankönyvi adatokká kísérleti eredményei és vált nemzetközileg sokat idézett szerzővé:
1. Igazolta a belső szervek (a gyomor-bélhuzam, a szív-érrendszer, a húgyivarszervek stb.) nagyagyi kapcsolatait, ezek tudattalan jellegét és tanulás által tudatossá válásuk feltételeit.
2. Más kísérletekben az elemi tanulási és emlékezési mechanizmusokat kutatta. Kidolgozta azt az elemi feltételes reflexmodellt, amely az agyvelő elektromos aktivitásának változásán alapul. Ennek segítségével sikerült feltárnia az elemi tanulás és az „emléknyomrögzítés” egyes alapjelenségeit.

Jelentős tankönyvírói és tudománynépszerűsítési munkássága is. A szkeptikus mozgalom egyik fontos alakja, a Szentágothai János vezetésével létrejött Tényeket Tisztelők Társasága egyik alapítója. Munkáit elsősorban magyar, angol és német nyelven adta közre.

## Családja
Nős, felesége Deutsch Katalin, középiskolai tanár. Házasságukból egy leánygyermekük született, Ágnes (1953) családorvos, belgyógyász, egyetemi oktató. Unokájuk Hajdu Tamás (1975) informatikus mérnök.

## Díjai, elismerései
- Akadémiai Díj (1961)
- Vavilov-emlékérem (1985)
- Állami Díj (1988) – A hazai pszichofiziológiai kutatás megteremtéséért, nemzetközileg is kiemelkedő tudományos eredményeiért, az ismeretterjesztés területén kifejtett országos visszhangot kiváltott tevékenységéért.
- Grastyán-díj (1997)
- Eötvös József-díj (2002)
- Angyalföld-Újlipótváros díszpolgára (2002)
- Széchenyi-díj (2007)
- A Szentpétervári (Leningrádi) Állami Egyetem, a Mexikói Nemzeti Autonóm Egyetem (UNAM) és az ELTE díszdoktora

## Főbb publikációi
- Az élettan tankönyve (társszerző, 1963, 1965 és 1968)
- Lehrbuch der Physiologie (az előző könyv német nyelven, 1963)
- Élettan pszichológusoknak (egyetemi tankönyv, 1966)
- Interoception and Behaviour (monográfia, 1967)
- Érzékelés, tudat, emlékezés (ismeretterjesztő könyv 1969, négy nyelven)
- Összehasonlító élettan (tankönyv, Fehér Ottóval, 1975)
- A megismerés csapdái (Gyorsuló Idő sorozat, 1987)
- Élettan biológusoknak (szerkesztő és társszerző, 1988)
- Visceral Perception, Understanding Internal Cognition (monográfia, 1998)
- Az emberi elme színe és fonákja (tanulmánygyűjtemény, 2002)
- A rejtőzködő elme (tudományos esszé, 2004)